# Apatura
Apatura este un gen de fluturi cunoscuți sub denumirea de împărați.